# Токарєва Марія Олександрівна
Марія Олександрівна Токарєва (25 березня (6) квітня 1894 року, Миколаїв — 25 січня 1965, Свердловськ) — російська і радянська театральна актриса, народна артистка РРФСР.

## Біографія
Марія Олександрівна Токарєва народилася 25 березня (6 квітня за новим стилем) 1894 року в Миколаєві в робітничій родині.
Акторські навички здобула в українському товаристві «Просвіта». Сценічну діяльність почала в Сімферополі. У 1913—1914 роках працювала в гастрольній трупі Мамонта Дальского. Виступала в театрах Тифлісу, Могильова, Миколаєва, Брянська, Іваново та Ярославля.
У 1931—1950 роках працювала в Свердловському драматичному театрі.
Померла Марія Токарєва 25 січня 1965 року в Свердловську. Похована на Широкореченському кладовищі.

## Нагороди та премії
- Заслужена артистка РРФСР (1941).
- Народна артистка РРФСР (1950).
- Орден Трудового Червоного Прапора
- Почесна грамота Президії Верховної Ради РРФСР (25.05.1964).

## Роботи в театрі
- 1933 — «Єгор Буличов та інші» Максима Горького — Шура
- 1934 — «Любов Ярова» Костянтина Треньова — Любов Ярова
- 1936 — «Анна Кареніна» Лева Толстого — Анна Кареніна
- 1939 — «Мати» Карела Чапека — Мати
- 1946 — «Дачники» М. Горького — Марія Львівна
- 1950 — «Сім'я» Івана Попова — Марія Ульянова
- 1950 — «Калиновий гай» Олексія Корнійчука — Наталія Ковшик
- 1953 — «Сомов та інші» М. Горького — Ганна Сомова
- 1956 — «Гроші» А. Софронова — Шарабаиха
- «Влада темряви» Л. М. Толстого — Мотрона
- «Безприданниця» Олександра Островського — Лариса
- «Підступність і любов» Ф. Шіллера — Луїза Міллер, Леді Мільфорд
- «Гроза» О. Островського — Катерина
- «На дні» М. Горького — Настя
- «Зыковы» М. Горького — Софія
- «Вороги» М. Горького — Поліна Бардіна
- «Король Лір» В. Шекспіра — Регана
- «Молода гвардія» за О. Фадєєвим — Олена Кошова
- «Дні нашого життя» Л. Андрєєва — Оль-Оль
- «Чорна пантера» Володимира Винниченка — Рита
- «Трільбі» Р. Н. Ге — Трільбі
- «Цар Федір Іоаннович» Олексія Толстого — княжна Мстиславська, Ірина
- «Осінні скрипки» І. Сургучова — Вірочка
- «Горі від розуму» О. Грибоєдова — Ліза

## Фільмографія
1. 1918 — Тереза Ракен — мати
2. 1919 — Справжня жінка — Мері
3. 1925 — Цеглинки — Орися